# Palatka (Russland)
Palatka (russisch Пала́тка) ist eine Siedlung städtischen Typs in der Oblast Magadan (Russland) mit 3965 Einwohnern (Stand 1. Oktober 2021).

## Geographie
Die Siedlung liegt in den westlichen Ausläufern des Kolymagebirges, etwa 60 Kilometer Luftlinie nördlich des Oblastverwaltungszentrums Magadan am linken Ufer des Flusses Chassyn.
Palatka ist Verwaltungszentrum des Rajons Chassynski. Zur Stadtgemeinde (Gorodskoje posselenije) Palatka gehört auch die vier Kilometer südwestlich am anderen Flussufer gelegene Siedlung Chassyn mit etwa 500 Einwohnern.

## Geschichte
Der Ort entstand 1932 im Zusammenhang mit dem Bau der Kolymatrasse, einer Straße von Magadan nach Ust-Nera und zu den Goldbergbauzentren des Gebietes. Er wurde nach einem dort mündenden Zufluss des Chassyn benannt. Das Wort palatka steht im Russischen für Zelt, stellt in diesem Falle wahrscheinlich jedoch eine Umformung der Kombination der Wörter Palja (jukagirisch) und Atkan (ewenisch) dar – beide in der Bedeutung „steiniger Fluss“.
1953 wurde Palatka der Status einer Siedlung städtischen Typs verliehen. Am 30. Dezember 1966 wurde es Verwaltungszentrum des neu ausgegliederten Rajons Chassyn.
In den 1970er- bis 1980er-Jahren war Palatka vorrangig Wohnsiedlung für Beschäftigte des 15 km nordöstlich gelegenen Bergbauzentrums bei der Siedlung Karamken.

### Bevölkerungsentwicklung
| Jahr | Einwohner |
| ---- | --------- |
| 1959 | 5.108     |
| 1970 | 5.223     |
| 1979 | 8.400     |
| 1989 | 10.496    |
| 2002 | 4.888     |
| 2010 | 4.244     |
| 2021 | 3.965     |

Anmerkung: Volkszählungsdaten

## Wirtschaft und Infrastruktur
In Palatka befindet sich ein Reparaturwerk für Bergbauausrüstungen und eine Fabrik für zivile Sprengstoffe, im Ortsteil Chassyn eine Gold- und Silberaffinerie. In der Umgebung werden Kartoffel- und Gemüseanbau sowie Rinder- und Geflügelhaltung  für die regionale Versorgung betrieben.
Palatka liegt an der Fernstraße R504 Kolyma, wie die Kolymatrasse heute offiziell heißt. Von deren Hauptroute zweigt dort eine Nebenstrecke ab, die durch das 180 Kilometer entfernte Rajonverwaltungszentrum Ust-Omtschug führt, den Kolyma-Stausee weiträumig westlich umgeht und die M56 nach etwa 500 Kilometern westlich von Sussuman wieder erreicht.
Am 1. September 1941 wurde der erste Abschnitt einer Schmalspurbahn (Spurweite 750 mm) von Magadan nach Palatka eröffnet. Der Endpunkt wurde 1950 erreicht, die Strecke jedoch bereits 1956 wieder stillgelegt. Eingesetzt waren unter anderem Dampflokomotiven der in der DDR produzierten Baureihe ГР.